# 戈德利亚
戈德利亚，是西班牙巴伦西亚自治区巴伦西亚省的一个市镇。总面积8平方公里，总人口1108人（2001年），人口密度1385人/平方公里。